# Bob Noorda
Bob Noorda, né le 15 juillet 1927 et décédé le 11 janvier 2010, est un graphiste néerlandais naturalisé italien. Il est notamment l'auteur du graphisme de la signalétique du 
Métro de New York,.